# Lelów (gmina)
Lelów est une gmina rurale du powiat de Częstochowa, Silésie, dans le sud de la Pologne. Son siège est le village de Lelów, qui se situe environ 39 km à l'est de Częstochowa et 66 km au nord-est de la capitale régionale Katowice.
La gmina couvre une superficie de 120,81 km2 pour une population de 5 205 habitants.

## Géographie
La gmina inclut les villages de Biała Wielka, Celiny, Drochlin, Gródek, Konstantynów, Lelów, Lgota Błotna, Lgota Gawronna, Mełchów, Nakło, Paulinów, Podlesie, Posłoda, Skrajniwa, Ślęzany, Staromieście et Turzyn.
La gmina borde les gminy de Irządze, Janów, Koniecpol, Niegowa, Przyrów et Szczekociny.